# Бизот, Марко
Ма́рко Бизо́т (нидерл. Marco Bizot; род. 10 марта 1991, Хорн, Северная Голландия) — нидерландский футболист, вратарь английского клуба «Астон Вилла». Выступал за сборную Нидерландов.

## Клубная карьера
Бизот — воспитанник амстердамского «Аякса». В 2011 году для получения игровой он на правах аренды перешёл в «Камбюр». 8 августа в матче против АГОВВ Марко дебютировал в Эрстедивизи. После возвращения в «Аякс» он почти сразу же был продан в «Гронинген». Сумма трансфера составила 125 тыс. евро. 20 января 2013 года в поединке против «Утрехта» Бизот дебютировал в Эредивизи. За «Гронинген» Марко отыграл два сезона, на второй год завоевав пост основного вратаря.
Летом 2014 года Бизот перешёл в бельгийский «Генк», подписав контракт на три года. 27 июля в матче против «Мехелена» он дебютировал в Жюпиле лиге.
Летом 2017 года контракт Марко истёк и он на правах свободного агента подписал соглашение с АЗ. 12 августа в матче против ПСВ он дебютировал за новую команду.
4 августа 2021 года подписал трёхлетний контракт с французским клубом «Брест».

## Международная карьера
В июне 2013 года Бизот был включён в заявку молодёжной сборной Нидерландов на поездку на молодёжный чемпионат Европы в Израиль. На турнире он сыграл в матче против Испании.

## Статистика

### Матчи Бизота за сборную Нидерландов
| Матчи Бизота за сборную Нидерландов | Матчи Бизота за сборную Нидерландов | Матчи Бизота за сборную Нидерландов | Матчи Бизота за сборную Нидерландов | Матчи Бизота за сборную Нидерландов | Матчи Бизота за сборную Нидерландов |
| ----------------------------------- | ----------------------------------- | ----------------------------------- | ----------------------------------- | ----------------------------------- | ----------------------------------- |
| №                                   | Дата                                | Соперник                            | Счёт                                | Пропущено голов                     | Соревнование                        |
| 1                                   | 11 ноября 2020                      | Испания                             | 1:1                                 | 1                                   | Товарищеский матч                   |

Итого: 1 матч / пропущено 1 гол; 0 побед, 1 ничья, 0 поражений.